# Aristophanes (Diplomat)
Aristophanes (altgriechisch Ἀριστοφάνης Aristophánēs; * um 425 v. Chr.; † 389 v. Chr. in Athen), Sohn des Nikophemos, war wie sein Vater in den Jahren nach dem Peloponnesischen Krieg (der von 431 bis 404 v. Chr. andauerte) in den auswärtigen Angelegenheiten der Stadt Athen tätig. Beide standen in naher Verbindung mit dem berühmten Admiral Konon, der zeitweise auch dem persischen Großkönig Dienste leistete, und mit Konons Freund Euagoras I., dem Beherrscher der Insel Zypern.
394 v. Chr. besiegte Konon, der damals die persische Flotte befehligte, bei Knidos an der südwestlichen Küste Kleinasiens die spartanische Flotte. Seinen Mitarbeiter Nikophemos setzte er als Statthalter auf der südlich des Peloponnes gelegenen Insel Kythera ein. Seine militärischen Siege erlaubten es Konon, auch privat ein beträchtliches Vermögen zu erwerben. Auch Nikophemos, der Vater des Aristophanes, dürfte durch seine im Auftrag Konons geleisteten Dienste gut verdient haben.
Aristophanes selbst reiste 393/392 v. Chr. im Auftrag Konons nach Sizilien, um den Tyrannen Dionysios I. von Syrakus zum Eingehen einer Verbindung mit Euagoras, dem Freund und Verbündeten Athens, und zum Einnehmen einer feindseligen Haltung gegen die Lakedämonier zu Gunsten der Athener zu bewegen. Da Dionysios seine Machtstellung in Sizilien nicht zuletzt seinen guten Beziehungen mit Sparta verdankte, war diese Mission delikat und schwierig. Aristophanes scheint sie jedoch mit viel Geschick behandelt zu haben. Es gelang ihm zwar nicht, den Syrakusaner zu einem Bündniswechsel zu verführen, er brachte ihn aber dazu, militärisch stillzuhalten und eine Sparta zugesagte Hilfsleistung zu unterlassen.
Später (nach 391 v. Chr.), als Euagoras danach strebte, sich von Persien unabhängig zu machen, das bedrohliche Anstalten zur Eroberung von Zypern machte, zeigte sich Aristophanes in Athen aufs eifrigste bemüht, aus öffentlichen und Privatmitteln eine Hilfsleistung an Euagoras zustande zu bringen. Die Athener stellten ihm damals zehn Trieren als Verstärkung für ihren zypriotischen Verbündeten zur Verfügung. Eines dieser Schiffe wurde von Demos, dem wegen seiner Schönheit bekannten Stiefbruder des Philosophen Platon kommandiert. Die kleine athenische Flotte wurde auf ihrer Fahrt nach Zypern jedoch von dem spartanischen Admiral Teleutias, der über 27 Schiffe verfügte und nach Rhodos unterwegs war, abgefangen und besiegt.
Bald darauf, wahrscheinlich 389 v. Chr., wurden Nikophemos und Aristophanes – wie der berühmte Rhetor Lysias in seiner Rede Über das Vermögen des Aristophanes (orationes 19) mitteilt – infolge einer nicht bekannten Anschuldigung, die vielleicht mit dem Misslingen dieser von ihnen angeratenen und betriebenen Hilfsexpedition zugunsten des Euagoras zusammenhängt, in Athen gefangen gesetzt und in einem summarischen Schnellverfahren (ohne Verteidigungsmöglichkeit und Einzelfallprüfung) zum Tode verurteilt und hingerichtet. 
Da das Vermögen von Hingerichteten der Staatskasse verfiel, kam die Familie des Aristophanes hierdurch in große Schwierigkeiten. Die Witwe des Aristophanes war eine Enkelin des angesehenen Athener Feldherrn Xenophon, Sohn des Euripides, der zu Beginn des Peloponnesischen Krieges an der Belagerung von Potidaia beteiligt gewesen war († 429 v. Chr.). Sie hatte drei noch unmündige Kinder, die nun von ihrem Bruder versorgt und aufgezogen werden mussten. In erster Ehe war sie mit dem aus Platons Dialogen bekannten Phaidros von Myrrhinous, einem Freund und Bewunderer des Redners und Rechtsanwalts Lysias verheiratet gewesen. In der erwähnten Rede schildert Lysias einen Teil des Prozesses (der wahrscheinlich 387 v. Chr. stattfand) um die Hinterlassenschaft der beiden Hingerichteten.